# 디플랫포밍
디플랫포밍(deplatforming) 또는 노플랫포밍(no-platforming)은 개인이나 단체가 자신의 정보/아이디어를 공유하는 데 사용하는 플랫폼에 게시하는 것을 방지함으로써 개인 또는 단체에 대한 인터넷 검열의 한 형태이다. 여기에는 일반적으로 정지(suspension), 전면 금지(outright ban) 또는 확산 감소(reducing spread)가 포함된다.
2015년 초 레딧과 같은 플랫폼은 "증오심 표현"을 금지하는 서비스 약관을 기반으로 선택적 금지를 시행하기 시작했다. 디플랫포밍의 가장 악명 높은 사례는 트위터가 직후 도널드 트럼프 미국 대통령을 금지한 것과 2020년 대선 기간 동안 뉴욕 포스트를 금지한 것이다.

## 같이 보기
- 보이콧
- 언론의 자유
- 검열
- 캔슬 컬처